# ヴィクトル・ニノフ
ヴィクトル・ニノフ (Victor Ninov、ブルガリア語: Виктор Нинов、1959年6月24日 - ) は、ブルガリア出身の核物理学者。118番元素と116番元素の元素合成の証拠を捏造した事件で知られる。

## 来歴
ニノフはドイツのダルムシュタット工科大学で1992年に博士号を取得した。大学院の頃からダルムシュタットにある重イオン研究所で元素合成の研究に参加し、そこで1994年から1996年にかけて原子番号110、111、112の元素合成に初めて成功した。ニノフは研究チームの中心的人物の一人であった。
その後、アメリカのローレンス・バークレー国立研究所に移り、1999年に118番元素と116番元素の合成に初めて成功したと発表した
。ニノフはデータ解析プログラムの作成を担当し、この時点では解析プログラムを扱える唯一の人物だった。
しかし、他の研究機関での追試は不成功に終わった。
2001年に、ニノフが実験データを改竄していた痕跡が、他の研究メンバーによって発見された。ニノフは捏造を否定したが、バークレー研の評価委員会はニノフが捏造していたと結論付け、2002年にニノフは解雇された。また、重イオン研究所の調査により、ニノフが参加した原子番号110、111、112の元素合成実験でも、一部のデータが捏造されていたと発覚した。ただしこの3元素は重イオン研究所ですぐに追試が行われ、再現性があると確認された。
この事件の報告書は、別の大きな捏造事件であるベル研シェーン事件の最終報告と同時期に発表された。この結果、アメリカ物理学会は、特に共著者の行為を規制する、より厳しい倫理指針を採用することになった。